# Писарівська сільська рада (Кодимський район)
Пи́сарівська сільська́ ра́да — адміністративно-територіальна одиниця та орган місцевого самоврядування в Кодимському районі Одеської області. Адміністративний центр — село Писарівка.

## Загальні відомості
Писарівська сільська рада утворена в 1924 році.
- Територія ради: 39,72 км²
- Населення ради: 1 677 осіб (станом на 2001 рік)
- Територією ради протікає річка Білочка

## Населені пункти
Сільській раді підпорядковані населені пункти:
- с. Писарівка

## Населення
Згідно з переписом УРСР 1989 року чисельність наявного населення сільської ради становила 1830 осіб, з яких 778 чоловіків та 1052 жінки.
За переписом населення України 2001 року в сільській раді мешкали 1633 особи.

### Мова
Розподіл населення за рідною мовою за даними перепису 2001 року:
| Мова       | Відсоток |
| ---------- | -------- |
| українська | 97,56 %  |
| російська  | 1,91 %   |
| молдовська | 0,36 %   |
| болгарська | 0,12 %   |

## Склад ради
Рада складається з 16 депутатів та голови.
- Голова ради: Тодорова Наталя Василівна
- Секретар ради: Адаховська Людмила Миколаївна

### Керівний склад попередніх скликань
| Прізвище, ім'я, по батькові        | Основні відомості                                                               | Дата обрання | Дата звільнення |
| ---------------------------------- | ------------------------------------------------------------------------------- | ------------ | --------------- |
| Каташинська Катерина Станіславівна | Сільський голова, 1964 року народження, позапартійна                            | 26.03.2006   | 31.10.2010      |
| Тодорова Наталя Василівна          | Сільський голова, 1967 року народження, освіта середня спеціальна, позапартійна | 31.10.2010   |                 |

Примітка: таблиця складена за даними сайту Верховної Ради України

### Депутати
За результатами місцевих виборів 2010 року депутатами ради стали:

#### За суб'єктами висування
| Суб'єкт висування                                       | Кількість обраних депутатів | %    |
| ------------------------------------------------------- | --------------------------- | ---- |
| Партія регіонів                                         | 13                          | 81,3 |
| Політична партія Всеукраїнське об'єднання «Батьківщина» | 3                           | 18,8 |

#### За округами
| № округу                                                | Прізвище, ім'я, по батькові   | Дата визнання обраним | Освіта             | Партійна приналежність | Відомості про обраного депутата                                                           |
| ------------------------------------------------------- | ----------------------------- | --------------------- | ------------------ | ---------------------- | ----------------------------------------------------------------------------------------- |
| Партія регіонів                                         |                               |                       |                    |                        |                                                                                           |
| 2                                                       | Співак Віктор Олександрович   | 03.11.2010            | середня            | позапартійний          | Писарівський навчально-виховний комплекс «Загальноосвітня школа І-ІІІ ст. — ДНЗ», кочегар |
| 3                                                       | Ворсуляк Тетяна Миколаївна    | 03.11.2010            | вища               | позапартійна           | Писарівський навчально-виховний комплекс «Загальноосвітня школа І-ІІІ ст. — ДНЗ», вчитель |
| 4                                                       | Білянська Галина Іванівна     | 03.11.2010            | вища               | позапартійна           | Писарівська сільська рада, землевпорядник                                                 |
| 5                                                       | Якимчук Віталій Миколайович   | 03.11.2010            | середня спеціальна | член Партії регіонів   | Писарівський фельдшерсько-акушерський пункт, завідувач                                    |
| 6                                                       | Гонтарчук Оксана Василівна    | 03.11.2010            | вища               | позапартійна           | Писарівський навчально-виховний комплекс «Загальноосвітня школа І-ІІІ ст. — ДНЗ», вчитель |
| 8                                                       | Шутяк Володимир Семенович     | 03.11.2010            | вища               | позапартійний          | Писарівський навчально-виховний комплекс «загальноосвітня школа І-ІІІ ст. — ДНЗ», вчитель |
| 9                                                       | Макогонюк Галина Захарівна    | 03.11.2010            | середня спеціальна | позапартійна           | ДП «Писарівський спиртзавод», завідувачка складом                                         |
| 10                                                      | Срібняк Ніна Михайлівна       | 03.11.2010            | вища               | член Партії регіонів   | ДП Писарівський спирт-завод, юрист-консультант                                            |
| 11                                                      | Адаховська Ніна Іванівна      | 03.11.2010            | середня спеціальна | член Партії регіонів   | Писарівська сільська бібліотека, завідувачка                                              |
| 12                                                      | Шмондрик Тетяна Миколаївна    | 03.11.2010            | середня            | позапартійна           | Писарівське відділення зв'язку, завідувачка                                               |
| 13                                                      | Шмакова Галина Василівна      | 03.11.2010            | вища               | член Партії регіонів   | СТОВ ім. Мічуріна, зав. фермою № 2                                                        |
| 15                                                      | Шмондрик Микола Петрович      | 03.11.2010            | середня спеціальна | позапартійний          | СТОВ ім. Мічуріна, робітник                                                               |
| 16                                                      | Патроман Тетяна Борисівна     | 03.11.2010            | середня            | член Партії регіонів   | Писарівська сільська рада, касир-рахівник                                                 |
| Політична партія Всеукраїнське об'єднання «Батьківщина» |                               |                       |                    |                        |                                                                                           |
| 1                                                       | Пасічник Сергій Іванович      | 03.11.2010            | середня            | позапартійний          | СТОВ ім. Мічуріна, тракторист                                                             |
| 7                                                       | Адаховська Людмила Миколаївна | 03.11.2010            | вища               | позапартійна           | Писарівська сільська рада, секретар                                                       |
| 14                                                      | Салій Тетяна Миколаївна       | 03.11.2010            | середня            | позапартійна           | СТОВ ім. Мічуріна, кухар                                                                  |